# Hitotsuse-gawa
Le fleuve Hitotsuse (一ツ瀬川, Hitotsuse-gawa) est un cours d'eau s'écoulant sur l'île de Kyūshū, au Japon. Il ne traverse que la préfecture de Miyazaki.

## Bassin fluvial
Le bassin fluvial s'étend sur la préfecture de Miyazaki.
- Préfecture de Miyazaki
  - District de Higashiusuki
    - Shiiba

  - District de Koyu
    - Nishimera

  - Saito
  - District de Koyu
    - Shintomi

  - Miyazaki